# Joana Serra López "Cartera"
Joana Serra López "Cartera" (Búger, 1908-1991). Glosadora.
De molt jove ja va destacar per la seva habilitat a l'hora d'improvisar gloses i per la qualitat de la seva obra glosada. Va participar en diversos combats de glosadors, cosa molt poc freqüent en una glosadora de la primera meitat del segle xx, ja que els combats se celebraven de nit, sovint fora del propi poble i a tavernes i altres llocs públics. Per això el món dels combats de glosadors era gairebé exclusivament masculí, però amb molt notables excepcions. Na Joana "Cartera" va destacar entre els millors glosadors de picat del seu temps. Va ser una glosadora autodidacta amb una capacitat innata per glosar, que va saber retratar les interioritats d'un poble de la primera meitat del segle passat, Búger, nodrint-se de dites, rumors i xafarderies. Antoni Vives explica que durant els anys vuitanta es va encarregar de fer uns glosats per Sant Antoni molt semblants a l'Argument d'Artà. Es passejava amb una carrossa pel poble i s'aturava a les botigues i a les cases més importants per fer-hi gloses sobre temes que afectaven l'establiment comercial o la vida de les famílies.
| «                 | En Bover moltes vegades ha de mester un pallissó, perquè és un poc fumador, bugerrons reparau-ho, ven ses capses encetades. | » |
| — Joana "Cartera" | |   |

Una vegada va anar a una vetlada de glosadors a Cas Concos amb en Crespí i aquest li va dir que tenia una era i que tot el bestiar que hi treballava s'hi moria. Na Cartera contestà:
| «                 | Som na Joana Cartera, no està bé publicar-ho. Som d'un poble petitó que hi van per sa carretera. Que m'escoltes calavera! És vera que tenc una era: maldament tenguis batera no vull es teu carretó. | » |
| — Joana "Cartera" | |   |